# Ventasso
Ventasso est une commune italienne d'environ 4 300 habitants, située dans la province de Reggio d'Émilie, en Émilie-Romagne, en Italie.
La commune a été créée le 1er janvier 2016 par la fusion des territoires des anciennes communes de Busana, Collagna, Ligonchio et Ramiseto. à la suite d'un référendum organisé en mai 2015.

## Administration
| Période                                  | Période  | Identité | Étiquette | Qualité |
| ---------------------------------------- | -------- | -------- | --------- | ------- |
|                                          | En cours |          |           |         |
| Les données manquantes sont à compléter. |          |          |           |         |

### Hameaux
Acquabona, Braglie, Ca' Ferrari, Camporella, Canova, Caprile, Casale, Casalino, Casalobbio, Castagneto, Cecciola, Cerreggio, Cerreto Alpi, Cerreto Laghi, Cervarezza, Cinquecerri, Enzano, Fornolo, Frassinedolo, Gazzolo, La Costa, Lugolo, Marmoreto, Masere, Miscoso, Montecagno, Montedello, Montemiscoso, Nismozza, Ospitaletto, Oratorio, Pieve San Vincenzo, Piolo, Ponte Barone, Porali, Poviglio, Succiso, Succiso Nuovo, Talada, Taviano, Tegge, Temporia, Vaglie, Valbona, Vallisnera

### Communes limitrophes
Castelnovo ne' Monti, Comano (Italie), Fivizzano, Monchio delle Corti, Palanzano, Sillano, Vetto, Villa Minozzo